# Thryonomys
Aulacodes, Rats des roseaux
Pour les articles homonymes, voir Rat des roseaux.
Genre
Thryonomys est un genre de gros rongeurs appelés aulacodes ou « rats des roseaux », de la famille des Thryonomyidae. Ce genre comprend deux espèces, le grand et le petit aulacode. En Afrique, le Grand aulacode est un animal d'élevage  qui fournit une viande réputée. La femelle est appelée aulacodine les jeunes des aulacodeaux. L'élevage de ces animaux s'appelle aulacodiculture.

## Description
De son nom scientifique Thryonomys swinderianus, l'aulacode est un rongeur rencontré en savanes herbeuses, clairières et zones humides ou marécageuses d’Afrique. Animal à croissance rapide, l'aulacode est sexuellement mature à partir de 5 mois. Rustique et facile à élever, sa domestication valorise des sous-produits agricoles.

## Liste d'espèces
Selon ITIS :
- Thryonomys gregorianus (Thomas, 1894)  - Petit aulacode
- Thryonomys swinderianus (Temminck, 1827) - Grand aulacode

Selon MSW :
- Thryonomys gregorianus
  - sous-espèce Thryonomys gregorianus gregorianus
  - sous-espèce Thryonomys gregorianus sclateri
- Thryonomys swinderianus

### Bases de référence
- (en) Mammal Species of the World (3e  éd., 2005) : Thryonomys  Fitzinger, 1867
- (en) Catalogue of Life : Thryonomys Fitzinger, 1867 (consulté le 11 décembre 2020)
- (en) Paleobiology Database : Thryonomys  Fitzinger 1867
- (fr + en) ITIS : Thryonomys  Fitzinger, 1867
- (en) Animal Diversity Web : Thryonomys
- (en) NCBI : Thryonomys (taxons inclus)
- (en) UICN : taxon  Thryonomys  (consulté le 6 janvier 2023)

### Autres liens externes
- Bénin : La production de rongeurs en milieu tropical : Les rongeurs africains, sur l'élevage de l'Aulacode au Bénin.
- Cameroun : E. Lionelle Ngo-Samnick, Élevage des aulacodes, Collection « Pro-Agro », Ingénieurs sans frontières-Cameroun, Centre technique de coopération agricole et rurale (CTA), 2012, 28 p.
- Gabon : Élevage d'aulacode (aulacodiculture) au Gabon :